# Acanthocladus pulcherrimus
Acanthocladus pulcherrimus é uma espécie de planta do gênero Acanthocladus e da família Polygalaceae.

## Taxonomia
A espécie foi descrita em 2010 por Domingos Benício Oliveira Silva Cardoso e José Floriano Barêa Pastore.
O seguinte sinônimo já foi catalogado:
- Polygala pulcherrima Kuhlm.

## Forma de vida
É uma espécie terrícola, arbustiva e arbórea.

## Descrição
| Caule          | Caule                   |
| -------------- | ----------------------- |
| ramo           | inerme                  |
| Folha          |                         |
| filotaxia      | alterna                 |
| tamanho        | mais longa que 10 cm    |
| Inflorescência |                         |
| racemo         | congesto raque até 1 mm |
| Flor           |                         |
| flor           | azul                    |

## Conservação
A espécie faz parte da Lista Vermelha das espécies ameaçadas do estado do Espírito Santo, no sudeste do Brasil. A lista foi publicada em 13 de junho de 2005 por intermédio do decreto estadual nº 1.499-R.

## Distribuição
A espécie é encontrada nos estados brasileiros de Bahia, Espírito Santo, Minas Gerais e Rio de Janeiro.